# Une histoire birmane
Une histoire birmane (Burmese Days) est un roman de George Orwell publié en 1934, situé en Birmanie à l'époque coloniale anglaise. Il raconte l'histoire de John Flory, un Anglais installé depuis plus de dix ans en Birmanie.

## Historique de publication
Une histoire birmane est directement inspirée de l'expérience de George Orwell comme ancien fonctionnaire britannique en Birmanie. Le livre aurait également été inspiré par le  fatalisme romantique des poèmes d'Alfred Edward Housman, lus dans sa jeunesse, des romans de Joseph Conrad et de Somerset Maugham. Selon Jeffrey Meyers,La Route des Indes d'E. M. Forster l'aurait aussi influencé. Le livre avait été publié en 1924, à l'époque où Orwell travaillait en Birmanie. Les deux livres présentent de fortes similarités, traitant tous les deux d'un Britannique, ami avec un docteur autochtone, qui se fiance sans succès avec une Britannique.
En début de livre, une ébauche de croquis laissée par l'auteur laisse à penser que l'action du roman se déroule dans une ville qu'Orwell a lui-même connue, même s'il s'agit sans doute d'un dessin destiné à mieux visualiser l'histoire[réf. nécessaire]. 

## Résumé
Une histoire birmane se déroule dans un village birman appelé Kyautkada, qualifié de « village nord-birman assez typique, qui n'avait pas beaucoup changé entre l'époque de Marco Polo et 1910 », et qui compte 4 000 habitants. John Flory, qui a environ 35 ans, vit depuis plus de dix ans dans ce village comme marchand de bois, désabusé par sa vie monotone en Birmanie. Il fréquente un club qui n'est ouvert qu'aux rares Européens du village. Il se trouve, sans le savoir, impliqué dans un complot organisé par U Po Kyin, un administrateur colonial birman qui cherche à être admis au sein du club en organisant une fausse révolte populaire et en l'écrasant.

## Analyse
George Orwell écrit Une histoire birmane en cohérence avec sa volonté d'écrire pour prendre parti, non seulement contre ce qu'il considère intolérable, mais aussi contre son propre camp, à savoir contre l'Empire britannique pour lequel il a travaillé. Il confronte les visions du monde de chacun de ses personnages, pour dénoncer le système oppressif colonial.
Le livre fait l'objet de débats quant aux descriptions qu'Orwell fait des femmes et des enfants birmans. Selon Seyyed Mohammad Marandi et Ensieh Shabanirad (2005), bien que l'auteur soit connu pour ses positions anti-coloniales, les descriptions stéréotypées des femmes birmanes en tant qu'objets sexuels soumises, par opposition aux femmes anglaises, marquent le livre d'un style exotisant et orientaliste dont l'analyse post-coloniale (telle que développée par Edward Saïd ou Gayatri Spivak) a souligné le rôle dans la justification de l'entreprise coloniale.
Selon Le Monde des livres, l'ouvrage constitue « une violente accusation de la façon dont les administrateurs britanniques - dépeints comme des snobs médiocres et racistes - exploitaient la population locale, jamais assez soumise à leur gré ».

## Éditions françaises
- Tragédie birmane, traduit par Guillot de Saix, Paris, Nagel, 1946
- Une histoire birmane, traduit par Claude Noël, Paris, Gérard Lebovici, 1984  (ISBN 2-85184-151-3) ; réédition, Paris, 10/18 no 3338, 2001  (ISBN 2-264-03036-4)
- Une histoire birmane, Paris, Les Belles Lettres, 2024, 338 p. (ISBN 978-2-251-45604-1)